# جورة الشياح
جورة الشياح حي كبير من أحياء مدينة حمص في سوريا ويقع في مركز المدينة بين باب السوق عند ساعة حمص القديمة وجامع خالد بن الوليد ويضم الكثير من المعالم.
و قد سميت جورة الشياح لقب على حمود الخليل الذي جاء من منطقة الشياح الموجودة في لبنان الذي كان هارباً من الأتراك عام 1916 بعدما شنق الشهيد عبد الكريم الخليل وكان حمود الخليل مستشارا له.
ويقال ان المنطقة كانت عبارة عن منخفض على يسار المتجه شمالاً من باب السوق إلى جامع خالد بن الوليد. وكانت مكاناً للمكالس، حيث يحرق فيها الحجر ويحول إلى كلس وكان الوقود هو نبات الشيح البري، وربما سكن فيها شياح (جامع الشيح) فدعيت باسمه.
جورة الشياح تقع في وسط المدينة وهي منطقة تجارية ذات موقع استراتيجي في وسط المدينة. اشتهرت بصناعة الاثاث ووجود المطاعم التي يقصدها زوار محافظة حمص. وتتميز بالوجود المكثف للعيادات الطبية الخاصة بمختلف الاختصاصات. بالإضافة لوجود المشفى الوطني الحكومي.